# На добраніч, містер Джеймс
«На добраніч, містер Джеймс» (англ. Good Night, Mr. James) — коротка науково-фантастична повість Кліффорда Сімака, вперше опублікована журналом «Galaxy Science Fiction» в березні 1951 року.

## Сюжет
Гендерсон Джеймс отямився на узбіччі дороги вночі. Спочатку він згадав своє ім'я та вік, а потім планету і свій домашній адрес.
Він відчував, що щось трапилось. На його тілі не було ушкоджень і почував він себе непогано.
Перевіривши свій одяг, він виявив револьвер. Отже він повинен знайти когось і вбити.
Нарешті він згадав, що має вбити пудлі (англ. puudly) — найнебезпечнішу тварину в Галактиці.
Пудлі, тварина-телепат, що почуватиметься в безпеці, тільки коли винищить всіх інших, яку він, науковий співробітник зоопарку, контрабандою привіз на Землю.
Йому потрібно було поспішати, бо його пудлі був готовий дати потомство.
Він здогадався, що той піде народжувати в зоопарк у вольєр, який нещодавно звільнився.
Добравшись туди і знайшовши там пудлі, він одразу вистрілив, ще до того як навіювання пудлі встигли на нього подіяти.
Помираюча тварина встигла подумки передати «дурень, напівлюдина, двійник».
Поміркувавши над цими словами і врахувавши, що пудлі, щоб убезпечити себе, міг на відстані читати думки і відслідковувати Хендерсона Джеймса, він заключив, що існують два Хендерсона Джеймса.
І пудлі відслідковував справжнього Хендерсона Джеймса, а він є його двійником.
А двійників створюють у надзвичайних випадках і прибирають одразу після роботи.
Він відрізнявся від оригінала, тільки тим, що всі знання оригінала стануть доступні йому тільки поступово. Після цього різниця між ними зникне.
Чи може він засуджувати свого оригінала, чи має бути вдячним йому за ці декілька годин щастя дізнатись, що таке є життя?
Він вважав жорстокістю, що його наділили життям, а не те що вони хотіли його забрати.
Бути живим йому подобалось. Вбивці чекали його в будинку Хендерсона Джеймса.
У нього було 2 шляхи:
1. прокрастись в будинок і поспілкуватись з оригіналом, вони б чудово розуміли один одного;
2. втекти з міста і зачаїтись.

Він вибрав перший варіант. Оригінала не було вдома. Коли задзвонив телефон, він підняв трубку.
Його садівник, він, як було домовлено, мав отримати підтвердження, коли прийде хтось подібний на господаря.
Двійник відповів «Я вдома» і почув постріл. Йому сподобалась легкість вбивства, оскільки не довелось бачити вбитого.
Йому лишалось тільки сховати револьвер та дочекатись поки всі знання оригінала стануть доступні і в нього буде життя поважного і забезпеченого містера Джеймса.
Але знову подзвонив телефон і містер Ален з лабораторії двійників повідомив, що не отримавши дзвінка від містера Джеймса в обумовлений час,
він поспішає повідомити, що цього разу вони вжили додаткові заходи безпеки і додали в кров двійника отруту, проти якої нема порятунку, яка вб'є його за добу.
Містер Джейс подякував за повідомлення і запевнив, що двійник все-таки з'явиться вдома.
Містер Ален побажав йому доброї ночі.